# Abd-Al·lah ibn Abd-al-Màlik ibn Marwan
Abd-Al·lah ibn Abd-al-Màlik ibn Marwan — àrab: عبد الله بن عبد الملك بن مروان, ʿAbd Allāh b. ʿAbd al-Malik b. Marwān — (Damasc 60 de l'hègira = 680-681 – Hira 132 de l'hègira = 749-750) fou un príncep omeia, fill del califa Abd-al-Màlik ibn Marwan.
El 81 de l'hègira (700-701) va dirigir una expedició a territori romà d'Orient i a l'any segúent fou enviat juntament amb Muhàmmad ibn Marwan en ajut d'Al-Hajjaj ibn Yússuf que dirigia les forces omeies lleials que s'enfrontaven al rebel Ibn al-Àixat al Sistan. Ibn al-Àixath fou sotmès el 702-703 en la batalla de Dayr al-Djamadjim. Abd-Al·lah va tenir un paper important en les negociacions de Dayr al-Djamadjim. El 84 de l'hègira (703-704) va dirigir una nova expedició contra els romans d'Orient i va conquerir Al-Massisa (Mopsuèstia).
A la mort de son oncle Abd-al-Aziz ibn Marwan, el 705, fou nomenat governador d'Egipte i es va establir a Fustat. Va canviar tot el personal administratiu i va quedar un mal record del seu govern, ja que fou corrupte i va malversar diners de l'estat; va introduir l'àrab com a llengua al diwan de Fustat. El 88 de l'hègira (706-707) va anar de visita a Damasc; fou destituït el 90 de l'hègira (708-709). Va tornar a Síria amb grans riqueses però el califa les hi va confiscar.
Va viure apartat de la política i el 132 (749-750) fou capturat pels abbàssides i crucificat.